# Abdi İpekçi Arena
Die Abdi İpekçi Arena war eine Mehrzweckhalle im Stadtteil Zeytinburnu im europäischen Teil der türkischen Stadt Istanbul. Die Arena wurde nach dem Journalisten und Chefredakteur der Zeitung „Milliyet“ Abdi İpekçi benannt, der im Februar 1979 von dem Papst-Attentäter Mehmet Ali Ağca erschossen wurde.

## Geschichte

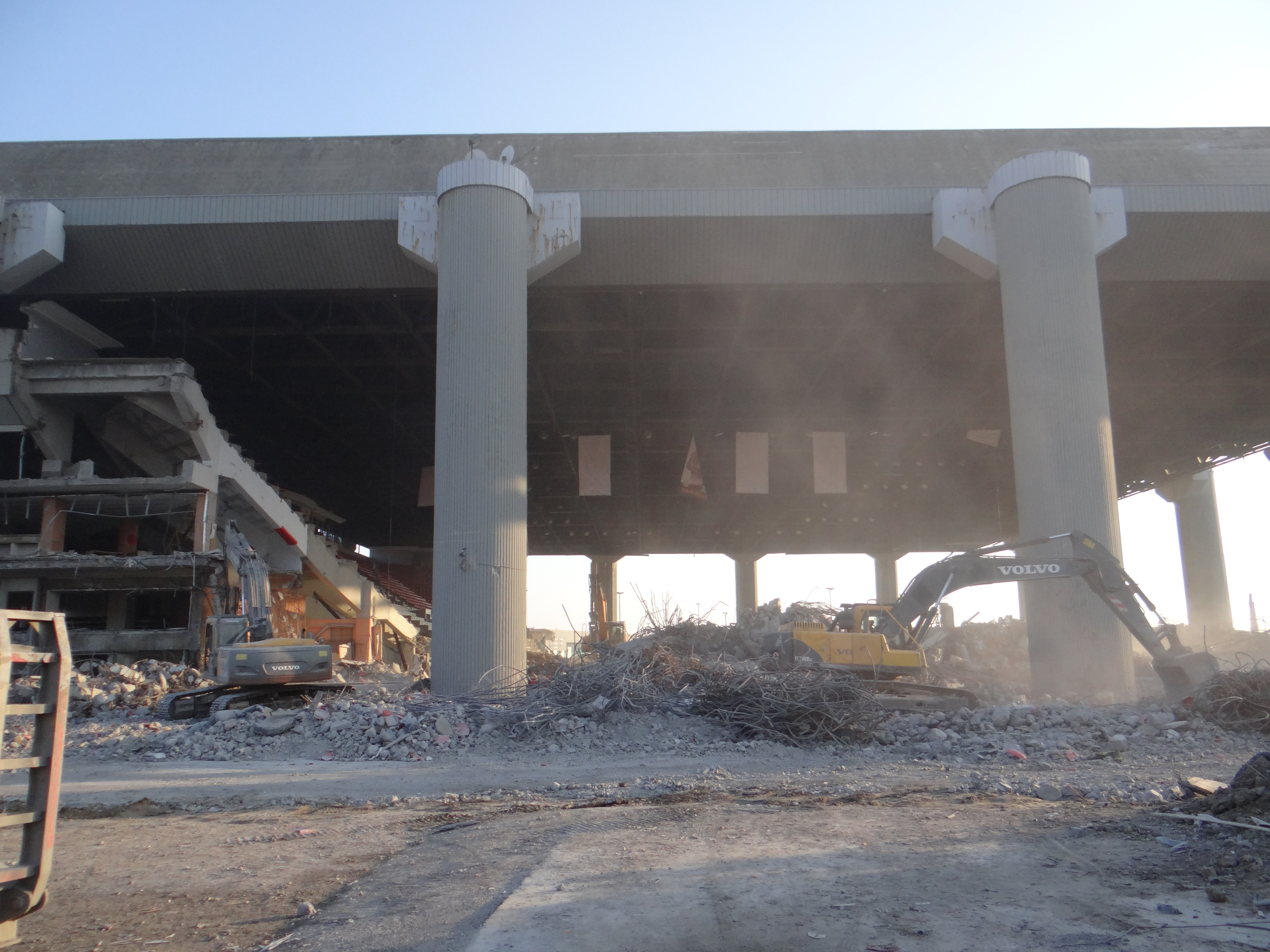
Abriss der Abdi İpekçi Arena (Februar 2018)

Ende der 1970er Jahre begannen die Bauarbeiten; sie wurden aber zwischenzeitlich unterbrochen. Die Arena erlebte so ihre Einweihung im Jahr 1986. Insgesamt fasste die Halle 12.500 Zuschauer. Regelmäßig seit 2009 spielten die Basketball-Erstligisten Galatasaray Medical Park (Männer, Türkiye Basketbol Ligi) und (Frauen, Türkiye Kadınlar Basketbol Ligi), die Basketball-Abteilung von Galatasaray Istanbul, in der Sportarena. Bis 2011 waren auch die Basketballteams von Anadolu Efes und Fenerbahçe Ülkerspor in der Halle ansässig. Anadolu Efes trug seine Spiele anschließend im Sinan Erdem Dome aus, kehrte 2015 jedoch in die Abdi İpekçi Arena zurück. Fenerbahçe zog 2012 vom Sinan Erdem Dome in ihre neue Ülker Sports Arena. Des Weiteren wurde die Halle für weitere Sportarten wie Volleyball, Gewichtheben, Wrestling genutzt. Daneben werden Konzerte, Tagungen und weitere Veranstaltungen ausgerichtet. Um das Gebäude standen 1.500 Parkplätze zur Verfügung.
Das Final Four der EuroLeague 1991/92 wurde in der Halle abgehalten. Das Finale im Basketball-Europacup 1995 zwischen Benetton Treviso und Taugrés Vitoria endete in der Abdi İpekçi Arena mit einem 94:86-Sieg der Italiener aus Treviso.
Das erste All-Star Game der FIBA Europa FIBA Eurostars 1996 wurde am 30. Dezember des Jahres vor 14.000 Zuschauern in der Istanbuler Arena ausgetragen. Im ersten All-Star Game seit 1964 gewann der Osten gegen den Westen mit 117:114.
Die Halle war einer der Spielorte der Basketball-Europameisterschaft 2001 sowie der Basketball-Weltmeisterschaft 2010. Im Jahr 2004 wurde der Eurovision Song Contest in der Arena ausgetragen. Neben der Stadt Izmir war Istanbul mit der Abdi İpekçi Arena Austragungsort der Volleyball-Europameisterschaft der Männer 2009. Zu den Schwimm-Kurzbahneuropameisterschaften 2009 in der Sportarena wurden für die Wettbewerbe vorübergehend zwei 25-Meter-Becken aufgebaut.
Nach der Saison 2016/17 wurde die Halle geschlossen und im Januar 2018 begann der Abbruch. An ihrer Stelle wurde ein Basketball-Trainings- und Leistungszentrum errichtet. Anadolu Efes und Galatasaray tragen ihre Spiele seit der Saison 2017/18 im Sinan Erdem Dome aus. Galatasaray plant zudem, in den kommenden Jahren in eine neu gebaute eigene Arena umzuziehen.